# Slider

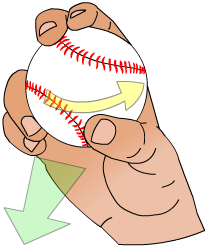
Ett vanligt grepp när man kastar en slider.

Slider är en typ av kast som en pitcher i baseboll använder för att försvåra för slagmannen att träffa bollen.
Kastet liknar under sin bana en fastball (hårt, rakt kast), men på grund av bollens rotation bryter den av sent under sin bana och rör sig sidledes och nedåt. Hastigheten ligger mellan en curveball och en fastball och böjen i bollbanan är inte lika utpräglad som för en curveball.